# Distichodus antonii
Distichodus antonii är en fiskart som beskrevs av Schilthuis, 1891. Distichodus antonii ingår i släktet Distichodus och familjen Distichodontidae. IUCN kategoriserar arten globalt som livskraftig. Inga underarter finns listade i Catalogue of Life.